# Gouttières (Eure)
Pour les articles homonymes, voir Gouttières.
Gouttières est une ancienne commune française, située dans le département de l'Eure en région Normandie, devenue le 1er janvier 2016 une commune déléguée au sein de la commune nouvelle de Mesnil-en-Ouche.

## Géographie
Village du pays d'Ouche.

## Toponymie
Le nom de la localité est attesté sous les formes latinisées Gultaria, Guttaria, Guteriae en  1210,[réf. incomplète]. 
Du latin gutta désignant des sources coulant au « goutte-à-goutte », de la langue d'oïl "gouttière"[pas clair], qui a dû signifier, comme l'occitan gotièra (« canal, filet d'eau »).
Il s'agit d'un emploi particulier du terme gouttière dans un sens qui était peut-être celui de « citerne ».

## Politique et administration
| Période                                  | Période  | Identité         | Étiquette | Qualité              |
| ---------------------------------------- | -------- | ---------------- | --------- | -------------------- |
| avant 1995                               | En cours | François Dorgère | UMP-LR    | Agriculteur retraité |
| Les données manquantes sont à compléter. |          |                  |           |                      |

## Démographie
L'évolution du nombre d'habitants est connue à travers les recensements de la population effectués dans la commune depuis 1793. À partir du 1er janvier 2009, les populations légales des communes sont publiées annuellement dans le cadre d'un recensement qui repose désormais sur une collecte d'information annuelle, concernant successivement tous les territoires communaux au cours d'une période de cinq ans. 
Pour les communes de moins de 10 000 habitants, une enquête de recensement portant sur toute la population est réalisée tous les cinq ans, les populations légales des années intermédiaires étant quant à elles estimées par interpolation ou extrapolation. Pour la commune, le premier recensement exhaustif entrant dans le cadre du nouveau dispositif a été réalisé en 2004,.
En 2013, la commune comptait 199 habitants, en évolution de +1,53 % par rapport à 2008 (Eure : +2,66 %, France hors Mayotte : +2,49 %).
| 1793 | 1800 | 1806 | 1821 | 1831 | 1836 | 1841 | 1846 | 1851 |
| ---- | ---- | ---- | ---- | ---- | ---- | ---- | ---- | ---- |
| 389  | 352  | 435  | 493  | 441  | 396  | 394  | 399  | 371  |

| 1856 | 1861 | 1866 | 1872 | 1876 | 1881 | 1886 | 1891 | 1896 |
| ---- | ---- | ---- | ---- | ---- | ---- | ---- | ---- | ---- |
| 395  | 378  | 338  | 318  | 301  | 272  | 236  | 232  | 208  |

| 1901 | 1906 | 1911 | 1921 | 1926 | 1931 | 1936 | 1946 | 1954 |
| ---- | ---- | ---- | ---- | ---- | ---- | ---- | ---- | ---- |
| 183  | 170  | 200  | 152  | 144  | 134  | 126  | 128  | 150  |

| 1962 | 1968 | 1975 | 1982 | 1990 | 1999 | 2004 | 2009 | 2013 |
| ---- | ---- | ---- | ---- | ---- | ---- | ---- | ---- | ---- |
| 198  | 181  | 149  | 178  | 158  | 177  | 183  | 200  | 199  |

## Culture locale et patrimoine

### Patrimoine naturel

#### Site classé
- Les perspectives du château de Beaumesnil  Site classé (1976)[9].